# イーグル・HF89
イーグル・HF89およびイーグル・HF90は、1989年から1991年までIMSA-GTPクラスに参戦した、オール・アメリカン・レーサーズ(AAR)とTRD USAが開発したプロトタイプレーシングカー。イーグル・MkIIと呼ばれることもある。

## 概要
1983年からIMSAの市販車改造部門にトヨタ・セリカで参戦しタイトルを獲得したAARは、1989年からIMSA-GTPへステップアップ。
チームは2種類のマシンを使用し、その内の1台はグループC規定のトヨタ・88C（トムス製）だった。2.1 L 直列4気筒ターボチャージャーを搭載しており、約600馬力発生し、AARがIMSA GTOおよびGTU車両で使用したエンジンと類似していた。
「イーグル」という名称は、ダン・ガーニー率いるAARがレーシングカーの名称として使用しており、「HF」は車両設計者のロン・ホプキンスと藤森弘道の姓の頭文字、89は初参戦の2桁の年号に由来する。4台が製造され、1990年に2台が改造され、HF90へと進化した。

## 歴史
1989年にIMSAマイアミGTPレース（99号車）でデビューを果たしたが、エンジンタイミングベルトの故障でリタイア。チームは98号車の開発に注力し、AARはライム・ロックGTPレースまでHF89での参戦を見送り、次戦ミッドオハイオGTPレースで初参戦し、5位入賞を果たした。しかし、その後のレースでは完走することはなかった。
1990年には、HF89は88Cに取って代わり、ファン・マヌエル・ファンジオ2世が1990年のIMSAトピカGTPイベントで初優勝を飾ると、シアーズ・ポイント、サンアントニオ、デル・マーで3勝を挙げた。

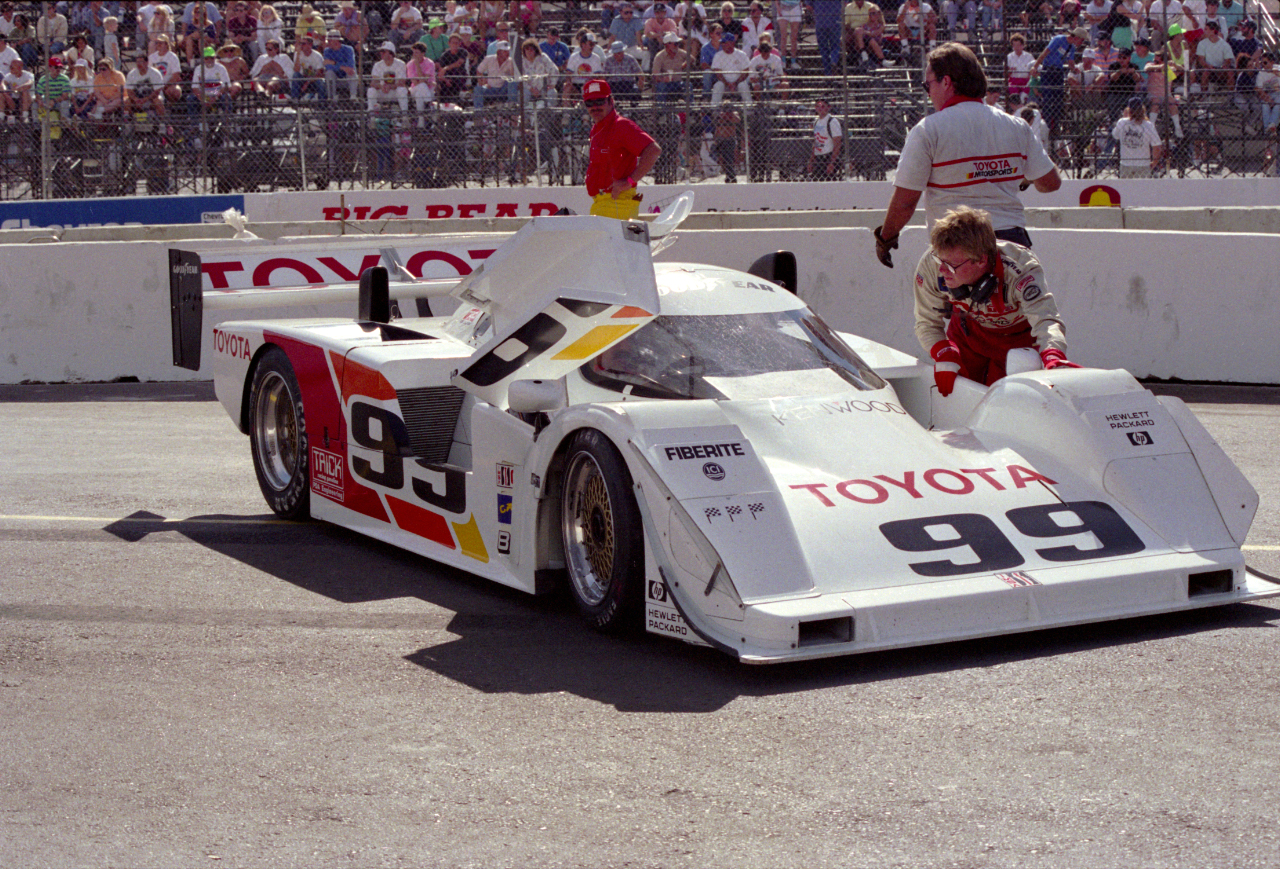
イーグル・HF90（1990年グランプリ・オブ・グレーター・サンディエゴにて）

チームは1989年と1990年にHF89とHF90の進化である程度成功を収めたが、ファン・マヌエル・ファンジオ2世によると「窓の中にあったとき、マシンはあらゆる点で良かったが、窓の外ではマシンは全く正しくなかった」と語り、シャシーのセットアップミスの許容範囲は非常に小さかった。この為チームは1991年に向けてイーグル・MkIIIの設計を準備することとなった。
1991年、HF89はワトキンズ・グレンで開催されたワトキンズ・グレン6時間レースで、ファンジオ2世のドライビングによってIMSA GTPレースで最後の優勝を飾った。続くラグナ・セカでのGTPレースでは、HF89の後継モデルとなるMkIIIがレースデビューを果たした。ポートランドで開催されたIMSA GTレースで3位に入り、HF89での最後のレースを締めくくった。